# Torre Nova Diagonal
La Torre Nova Diagonal és un gratacel residencial a Barcelona, Catalunya, Espanya de 22 plantes. Va ser construït entre 2003 a 2007 i mesura una altura de 86 metres. Està situat al número 83 de l'Avinguda Diagonal. Va ser projectat pels arquitectes Adolf Martínez i Matamala i Josep Lluís Sisternas i Surís (MSA+A) per a la societat promotora Vallehermoso.